# GeForce

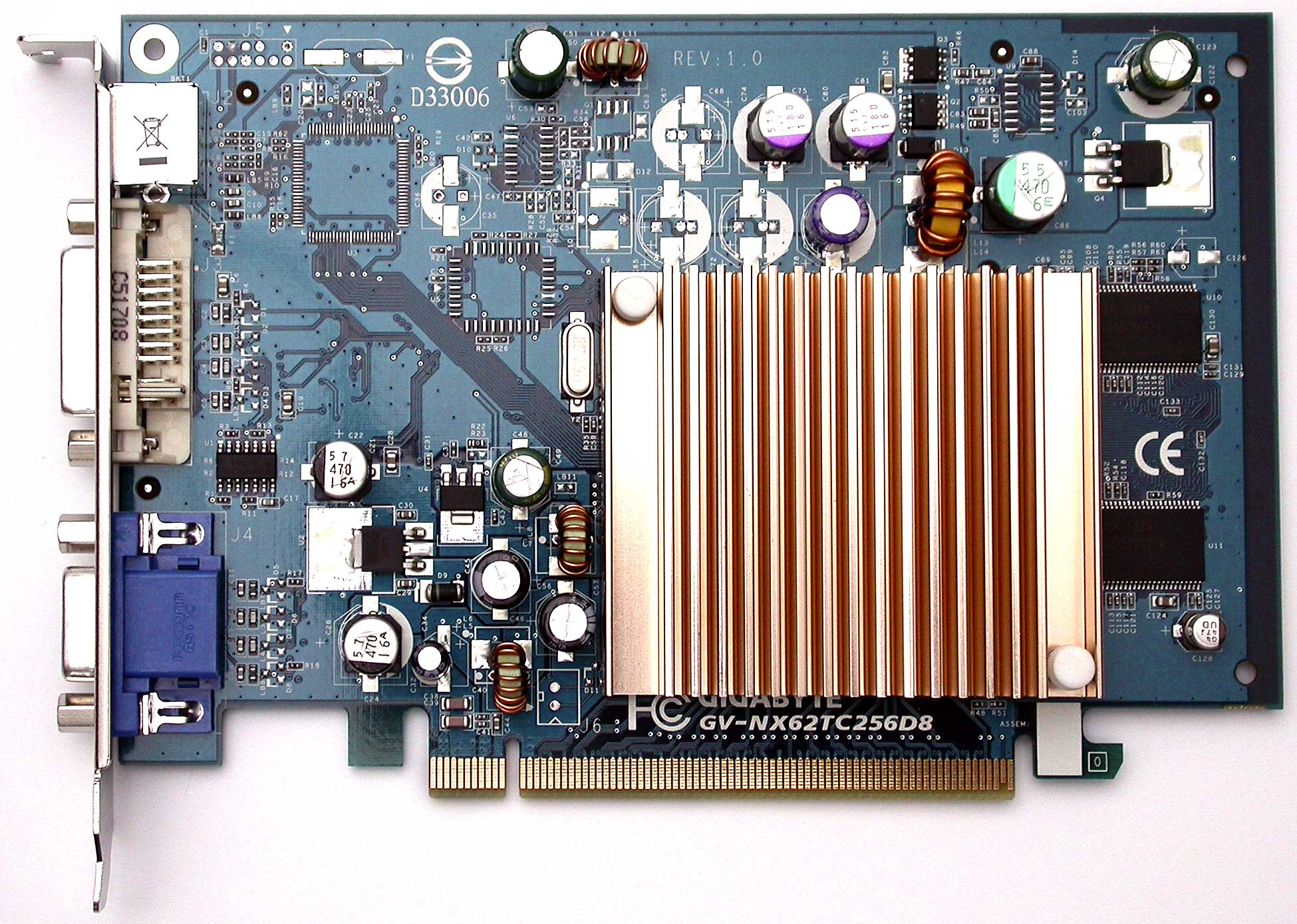
Geforce 6200TC pro PCI-Express

GeForce je značka grafických karet firmy NVIDIA. První karty nesoucí značku GeForce byly určené pro high-endové hráčské počítače, postupem času ale firma pokryla celé cenové spektrum.

## Popis GeForce
Čipy jsou určeny pro běžné uživatele. Nejnovější řada RTX řady 40 podporuje DirectX 12, OpenGL 4.5, Shader model 5, PCI-E 4.0 slot a další. Jednočipová řešení jsou na jednom PCB, dvoučipová řešení měly donedávna 2 PCB, od nové revize GTX 295 (dvoučipové řešení) má vše už na 1 PCB.

## Popis jednotlivých generací

### GPU jednotky a obchodní názvy karet
Níže uvedená tabulka zobrazuje vazbu mezi názvem grafického procesoru (GPU) a obchodními názvy řady a kartami:
| Jméno GPU  | Obchodní název                          |
| ---------- | --------------------------------------- |
| NV04/05    | Riva série                              |
|            | Riva TNT, TNT2                          |
| NV1x       | GeForce 256, GeForce 2, GeForce 4 MX    |
| NV2x       | GeForce 3, GeForce 4 Ti                 |
| NV3x       | GeForce FX(5)                           |
| NV4x (G7x) | GeForce 6, GeForce 7                    |
| G71        | GeForce 7900GS/GTO/GT/GTX               |
| 2xG71      | GeForce 7950GX2                         |
| G73        | GeForce 7300GT, 7600GS/GT               |
| NV42       | GeForce 6800GS                          |
| NV5x (G8x) | GeForce 8                               |
| G80        | GeForce 8800GTX/Ultra                   |
| G84        | GeForce 8600GT/GTS                      |
| G9x        | GeForce 9                               |
| G92        | GeForce 9600GSO, 8800GT/GTS, 9800GT/GTX |
| 2xG92      | GeForce G9800GX2                        |
| G92b       | GeForce 9800GTX+, GTS 250               |
| G94        | GeForce 9600GT                          |
| G96        | GeForce 9400GT, 9500GT                  |
| G2x0       | GeForce GTX 2x0                         |
| G200a      | GeForce GTX260/280                      |
| G200b      | GeForce GTX260/275/285                  |
| GT2x0      | GeForce GT 3x0                          |
| GT215      | GeForce 310                             |
| GT216      | GeForce 315                             |
| GT218      | GeForce GT 320                          |
| GF4x0      | GeForce GTx 4x0                         |
| GF100      | GeForce GTX 465/470/480                 |
| GF104      | GeForce GTX 460                         |
| GF106      | GeForce GTS 450, GT 450/440             |
| GF108      | GeForce GT 430/420                      |
| GF110      | GeForce GTX 580/570                     |
| GF114      | GeForce GTX 560 Ti                      |
| GF116      | GeForce GTX 550 Ti                      |

### Generace grafických karet
| Označení karty      | Kódové označení                     | Grafická paměť            | DirectX                   | OpenGL | Uvedení                 |
| ------------------- | ----------------------------------- | ------------------------- | ------------------------- | ------ | ----------------------- |
| NV1, NV2            | NV1, NV2                            |                           |                           |        | 1995 (NV1)              |
| RIVA128, RIVA128ZX  | NV3                                 |                           | 5                         | 1      | 1998 (128ZX)            |
| RIVA TNT, RIVA TNT2 | NV4                                 | 4 MB, 8 MB, 16 MB a 32 MB | 6                         | 1      | 1998 (TNT), 1999 (TNT2) |
| GeForce 256         |                                     | 32 MB a 64 MB             | 7                         | 1      | 1999                    |
| GeForce 2           | NV15                                | 32 MB, 64 MB a 128 MB     | 7                         | 1      | 2000                    |
| GeForce 3           | NV20                                | 64 MB                     | 8.0                       | 1.2    | 2001                    |
| GeForce 4           | NV17M                               | 64 MB a 128 MB            | 8.0                       | 1.4    | 2002                    |
| GeForce FX (5)      | NV30, NV31, NV34, NV35, NV36, NV38  | 64 MB – 512 MB            | 9.0a                      | 1.5    | 2003                    |
| GeForce 6           | NV40                                | 64 MB – 1 GB              | 9.0c                      | 2.0    | 2004                    |
| GeForce 7           | G70 (NV47), G71, G72, G73           | 64 MB – 1 GB              | 9.0c                      | 2.0    | 2005                    |
| GeForce 8           | G80, G84, G86, D8P (G92), D8M (G98) | 64 MB – 1 GB              | 10.0                      | 2.0    | 2006                    |
| GeForce 9           | G92, G92B, G94, G96                 | 512 MB – 2 GB             | 10.0                      | 2.0    | 2008                    |
| GeForce 200         | G92/GT200/GT21x                     | 512 MB – 2 GB             | 10.0                      | 2.1    | 2008                    |
| GeForce 300         | GT21x/G92x                          | 256 MB – 1 GB             | 10                        | 3.1    | 2009                    |
| GeForce 400         | GT21x/GF10x/GF11x                   | 512 MB – 2 GB             | 11                        | 4.0    | 2010                    |
| GeForce 500         | GF110                               | 1 – 3 GB                  | 12                        | 4.0    | Q4/2010                 |
| GeForce 600         | GK10x                               | 512 MB – 4 GB             | 12.0 (feature level 11_0) | 4.6    | Q1/2012                 |
| GeForce 700         | GK110, GK208                        | 1 – 6 GB                  | 12.0 (feature level 11_0) | 4.6    | Květen 2013             |
| GeForce 800M        | GK104, GM10x                        | 2 – 8 GB                  | 12.0 (feature level 11_0) | 4.6    | Březen 2014             |
| GeForce 900         | GM20x                               | 2 – 12 GB                 | 12                        | 4.6    | Září 2014               |
| GeForce 10          | GP10x                               | 2 – 12 GB                 | 12                        | 4.6    | Květen 2016             |
| GeForce 20          | TU10x                               | 6 – 24 GB                 | 12 Ultimate               | 4.6    | 2018                    |
| GeForce 16          | TU10x, TU11x                        | 4 – 6 GB                  | 12 Ultimate               | 4.6    | 2019                    |
| GeForce 30          | GA10x                               | 8 – 24 GB                 | 12 Ultimate               | 4.6    | 2020                    |
| GeForce 40          | AD10x                               | bude doplněno             | 12 Ultimate               | 4.6    | 2023                    |

### GeForce 256
GeForce 256 (kódové označení NV10) je první z řady zástupce řady GeForce, je proto také známá také pod jménem GeForce. Její uvedení na trh proběhlo v srpnu 1999. Od svého přímého předchůdce (RIVA TNT 2) je obohacená o počet pixel pipeline, „offloading host“, geometrické výpočty, hardwarové přehrávání videa MPEG-2 a především implementací transformací a nasvícení (T&L, transform and lighting).

### GeForce 2
GeForce 2 (kódové označení NV15) je druhou generací série GeForce. Podporovala DirectX 7.
- GeForce 2 GTS je první model druhé generace, nazývaný též NV15. Koncové označení vychází z jeho schopnosti zpracovat 1,6 miliardy texelů – Giga Texel Shader (GTS). Byla přidaná dvojitá sekundární jednotka mapingu textur – Texture Maping Unit (TMU) s 4 pixel pipeline, to vše při frekvenci jádra (200 MHz). HDVP (vysoká definice procesu videa) je přehrávání videa ve vysokém rozlišení pro nižší zatížení CPU.
- GeForce 2 Ultra byla vydána v roce 2001 s vyššími frekvencemi jádra a pamětí.
- GeForce 2 MX byla ořezaná verze.

### GeForce 3
GeForce 3 (kódové označení NV20) je grafická karta od společnosti nVidia. Jejím předchůdcem je GeForce 2 GTS a nástupcem GeForce4 Ti. Jeho upravený derivát (NV2A) pracuje v konzoli Xbox. Profesionální řada GeForce 3 je známá jako Quadro DCC. 
GeForce 3 se odlišovala od svých předchůdců GeForce 256 a GeForce 2 GTS hned v třech oblastech. Měla přidány programovatelné vertex a pixel shadery podle specifikace DirectX 8.0 – specializované malé jednotky navržené na práci s malými vlastními efekty T&L, což zvýšilo flexibilitu celé karty. Druhou oblastí byla technologie LMA (Lightspeed Memory Architecture), která byla navržena pro překreslování objektů, úzkou spolupráci se známým Z-bufferem a také efektivní management paměťové sběrnice (známý nedostatek u GeForce 2). Třetí oblastí byla změna v anti-aliasingu způsobená přechodem z multisamplingu na supersampling s mnohem vyšší efektivitou.
Podporovaly AGP 2x/4x, DirectX 8.1 a OpenGL 1.3

### GeForce 4
GeForce 4 je v čtvrtá generace grafického čipu GeForce společnosti nVidia. GeForce 4 se dělí na výkonnější řadu Ti a řadu MX. MX série je téměř identická s GeForce 4Go (NV17M) pro trh s notebooky. Obě linie byly uvedeny na trh na jaře roku 2002. GeForce 4Go měla krátký život, ještě koncem téhož roku ji nahradila varianta GeForce 4200Go.

### GeForce FX/5
GeForce FX (někdy i označována 5) přinesla podporu DirectX 9.0a (někdy uváděna verze 9.0+), i přesto nedostatek byla dost prodávaná. Architekturou vycházela z GeForce 4 a byla jemně vyladěna.

### GeForce 6
Na svoji dobu povedená řada GeForce. Jako první přišla se SLI zapojením grafik (jejich podporou na kartě a ovladačích). Přinesla podporu DirectX 9.0c.

### GeForce 7
Jako poslední řada stavěla na pixel a vertex jednotkách zvlášť (později přišla GeForce 8 s unifikovanými shadery). A jako první řada od GeForce přišla se slepencem GeForce 7950 GX2, což byly 2 čipy na 2 PCB v provedení jedné karty (zasunutí do jednoho PCI-Express slotu).

### GeForce 8
Řadě GeForce 8 patří prvenství v použití unifikovaných shaderů. Podporuje DirectX 10, OpenGL 2,1 a PCI-Express 1.1. Začalo to vydáním GF 8800GTX/ Ultra a GF 8800GTS (320 / 640MB), tím nVidia obsadila plně HIGH-END a ani odpověď od ATi Radeon 2900XT na tom nic nezměnila (i přes zlevnění 8800GTS). Po vydání GF 8800GT si nVidie prakticky zničila HIGH-END, ale získala obrovskou slávu a díky tomu zastínila konkurenci od ATi, která odpověděla ovšem slabším soupeřem Radeonem HD3870.

### GeForce 9
GeForce 9 staví na úspěšné řadě GeForce 8 a hlavně slávě GeForce 8 Ultra/GTX jako krále výkonu a 8800GT jako krále poměru cena/výkon. Podporuje DirectX 10, OpenGL 2,1 a PCI-E 2.0.

### GeForce GTX 200
NVIDIA vydala 2 verze GTS xxx a GTX xxx. GTS používá jádra G9x (GeForce 9) a GTX novější jádra GT200x. 
GTS 250 používá G92b jádro, které je vyráběné 55 nm procesem. Obsahuje 128 unifikovaných shaderů.
GTX 200 podporuje DirectX 10, OpenGL 3.1 a PCI-E 2.0.

### GeForce GT 300
Jádro GT200 obsahuje až 96 unifikovaných shaderů, až 24 TMU a až 8 ROP. Proces je 40 případně 55 nm. Podporuje DirectX 10 a 10.1 a PCI-E 2.0.
Vydány byly Q4 2009.

### GeForce GTX 400
GTX 400 podporuje DirectX 11, OpenGL 4.0 a PCI-E 2.0. Jádro GF100 obsahuje 512 shader jednotek, ale je aktivních pouze 480, 448 nebo 352. TMU má maximálně 60, nižší modely 56 nebo 44. Proces je 40 nm. GTX 480 byla vydána Q1 2010 ale dostupná až Q2 2010.
V Q3 bylo vydáno nové jádro GF104 pro zatím jediný známý model GTX 460 s 336 shader jednotkami, 24/32 ROP a 768 nebo 1024 MB GDDR5 pamětí.

### GeForce GTX 500
GTX 500 podporuje DirectX 11, OpenGL 4.0 a PCI-E 2.0. Jádro GF110 obsahuje 512 shader jednotek a aktivních 512 nebo 480. TMU má maximálně 64, nižší model 60. Proces je 40 nm. GTX 580 byla vydána Q4 2010 a následovala GTX 570.

### GeForce GTX 600
GTX 600 podporuje DirectX 11, OpenGL 4.3 a PCI-E 3.0. Jádro je postavené na architektuře Kepler které je pojmenované po německém matematikovi, astronomovi a astrologovi Johannese Keplera.

### GeForce GTX 700
Řada GTX 700 je pokračováním řady GTX 600. Nejsilnější jádro obsahuje 7,1 miliardy tranzistorů. Všechny grafické čipy ze série podporují DirectX 11, Direct3D 12, a OpenGL 4.5, ale do budoucna je plánovaná i podpora zatím nehotového DirectX 12.

### GeForce GTX 800
Řada 800M pro notebooky kombinovala přejmenované čipy Kepler a první mobilní Maxwell (série 900).

### GeForce GTX 900
Po skoro třech generacích nabídla nová řada Maxwell extrémní efektivitu, kdy GTX 980 (GM204) s 2048 CUDA jádry, 64 ROPs a 256bit sběrnicí nabízela 4,6 TFLOPS při 165 W. Výrazný výkonový skok pak přinesly nejvyšší modely GTX 980 Ti a Titan X (GM200) s 2816 CUDA jádry a 384bit paměťovou sběrnici s propustností až 336 GB/s. Jde o poslední generaci s nativním analogovým DVI-I.

### GeForce GTX 10
Řada Pascal zvýšila počet CUDA jader až na 3584 (GP102 v GTX 1080 Ti), přidala GDDR5X s rychlostí 10–11 Gbit/s, NVLink (80 GB/s) a asynchronní výpočty. Model GTX 1080 (GP104) běžel na 1607/1733 MHz s 8 GB GDDR5X (320 GB/s), zatímco Titan XP dosáhl 12 TFLOPS FP32.

### GeForce RTX 20 / GTX 16
Turing mimo vyšší IPC a efektivitu revolučně přidal RT jádra (až 72 u TU102) a Tensor jádra (až 576), které umožnily do té doby nepoužívané a na výkon velmi náročné technologie RT (real-time ray tracing) a DLSS. Nově tak tyto modely nesly označení RTX. Model RTX 2080 Ti (TU102) měla 4352 CUDA jader, 88 ROPs, 352bit sběrnici, 11 GB GDDR6 (616 GB/s) a teoretický výkon 14,2 TFLOPS FP32. 
Řada GTX 16 (TU116, TU117) je stejná architektura Turning, ale bez podpory RT a DLSS (má odstraněná RT a Tensor jádra). Některé karty RTX dostaly refresh s vyšším výkonem za stejnou nebo nižší cenu označovaný nově přídomkem Super.

### GeForce RTX 30
S novou řadou Ampere Nvidia zdvojnásobila počet FP32 jednotek na SM (64 FP32 + 64 FP32/INT) a přinesla 2. generaci RT jader a 3. generaci Tensor jader, přičemž díky tomu výrazně vzrostl výkonu pro ray tracing. Nejvyšší model RTX 3090 Ti disponoval 10752 CUDA jádry s vysokým TDP (450 W). Tuto řadu nejvíce poznamenala globální nedostupnost a scalping.

### GeForce RTX 40
Další evolucí je řada Ada, které přidává 4. generaci Tensor jader, 3. generaci RT jader a architekturu Shader Execution Reordering (SER), což zlepšilo výkon ray tracingu až 2–3×. Nejvyšší model RTX 4090 (AD102) má 16384 CUDA jader, 24 GB GDDR6X (1008 GB/s), 128 RT jader a 512 Tensor jader při TDP 450 W. Nová verze DLSS 3 nově umožňovala generování snímků pomocí AI (Frame Generation), což dramaticky zvyšovalo FPS. Některé modely dostaly, podobně jako řada RTX 20, refresh s označením Super.

### GeForce RTX 50
V této řadě se již začíná projevovat přílišné zaměření firmy Nvidia na segment AI a i když Blackwell poskytuje dvojnásobný výkon AI oproti Ada vydání nových karet poprvé po dlouhé době doprovází nedostatek pozornosti pro grafické karty jehož projevem je nevyladěnost ovladačů a zmatky s vypnutými bloky některých modelů. Top model RTX 5090 má přes 20 000 CUDA jader, nové Tensor a RT jádra s mimořádnou efektivitou a nejnovější paměti GDDR7 s propustností přes 1,5 TB/s.

### GT300
- NVIDIA GT300 – odhaleno tajemství nové DX11 grafiky NVIDIA je to cGPU!
- Novinky o nVidia GT300
- Detaily o GT300 od NVIDIE